# Stanley Myers
Stanley Myers (Birmingham, Anglaterra, 6 octubre de 1930 - 9 de novembre de 1993) va ser un músic i compositor britànic que va treballar en una seixantena pel·lícules.